# Hostal de la Grua
L'Hostal de la Grua és una obra de Montmeló (Vallès Oriental) protegida com a Bé Cultural d'Interès Local.

## Descripció
L'edifici actual està flanquejat per dues construccions modernes que desvirtuen la seva tipologia. Ara només queda el cos central de l'antiga construcció. Es tracta d'una casa de planta baixa i pis. La coberta no es veu des del carrer, perquè al davant s'hi va afegir una cornisa amb motllures, sota la qual hi ha dos forats de ventilació amb traceria vegetal. La façana està arrebossada i pintada de color groc i les motllures marrons, els tancaments són de color verd. La porta és una senzilla obertura rectangular en substitució de l'antiga d'arc de mig punt. Les finestres de la planta baixa tenen un petit guardapols. Les altres obertures de la casa són de forma rectangular senzilles.
A la façana nord-est hi ha una petita finestra amb una reixa amb motius entrellaçats dins una forma el·líptica.

## Història
El barri del Sant Crist de la Grua, tot i que actualment és de Montmeló, en un temps determinat de la història havia format part del terme municipal de Parets. L'hostal de la grua surt esmentat nombroses vegades en la documentació conservada Així, en el fogatge de 1553 de Parets hi consta un, "Matheu Bach fuster qui esta en la ferreria de la Grua i en Trancolet qui esta en !'hostal de la Grua.
L'hostal surt dibuixat junt amb la Capella del Sant Crist, en el plànol del terme i parròquia de Montmeló de l'any 1747, i que es troba a I'Arxiu Municipal de Sant Pere de les Puel·les.
En el segle XVlll, el baró de Malda, va recollir les seves impressions dels seus viatges en un dietari. Segons explica va passar per Montmeló a l'entorn de 1775 i diu que el poble és a un quart d'hora de passada la casa o hostal de la Grua.
També cita l'hostal en Vicenç Plantada en la seva "Excursió a Montmeló" 12 de maig de 1881. Diu que després de passar el riu Tenes pel pont del ferrocarril, deixa a l'esquerra el Trench que havia estat un hostal, can Gurguí, can Ribera, can Puig i el famós hostal de Grua, davant del qual hi ha una capelleta en la qual es venera el Sant Crist que deixà Sant Vicenç Ferrer després de fer un sermó i un miracle. D'aquest miracle de Sant Vicenç Ferrer a la Grua hi ha diferents versions. Unes diuen que quan el sant passa per l'hostal de camí a Barcelona, va reproduir el miracle de la multiplicació dels pans i dels peixos però en aquest cas fou vi i pans. Unes altres diuen que va treure vi del pou que antigament existia al costal de l'hostal.
A través de les fotos antigues es pot observar que l'hostal del a Grua era un edifici de planta baixa, pis, i forat de ventilació a sota la coberta la teulada sembla de carener paral·lel. La porta principal que era d'arc de mig punt i a la pedra clau hi havia una petxina de pelegrí. A cada costat de la porta hi havia dues finestres rectangulars amb reixa, cadascuna de les quals té una altra finestra més petita i senzilla al costat i una porta d'arc rebaixat. Les obertures del primer pis tenien sortida a un balcó cadascuna, estaven protegides amb baranes de ferro que sobresurten del pla de façana. A mà dreta mirant la casa, hi havia una entrada a un pati o un barri, amb accés d'arc de mig punt i al seu davant hi havia un pou, a l'altre costat del camí estava ubicada la capella de Sant Crist.